# Chapinophis xanthocheilus
Chapinophis xanthocheilus is een slang uit de familie toornslangachtigen (Colubridae) en de onderfamilie Colubrinae.

## Naam en indeling
De wetenschappelijke naam van Chapinophis xanthocheilus werd voor het eerst voorgesteld door Jonathan Atwood Campbell en Eric Nelson Smith in 1998. Het is de enige soort uit het monotypische geslacht Chapinophis.
De soortaanduiding xanthocheilus is afkomstig van het Oudgrieks xanthos, 'geel' en cheilos, 'lip'.

## Verspreiding en habitat
Chapinophis xanthocheilus komt voor in delen van Midden-Amerika en leeft endemisch in Guatemala.
De habitat bestaat uit vochtige tropische en subtropische bergbossen. De soort is aangetroffen op een hoogte van ongeveer 1830 tot 2300 meter boven zeeniveau.

## Beschermingsstatus
Door de internationale natuurbeschermingsorganisatie IUCN is de beschermingsstatus 'bedreigd' toegewezen (Endangered of EN).